# Rugulina verrilli
Rugulina verrilli is een slakkensoort uit de familie van de Pendromidae. De wetenschappelijke naam van de soort is voor het eerst geldig gepubliceerd in 1888 door Tryon.